# Wire to Wire
Wire to Wire – ballada pop-rockowa brytyjskiego zespołu Razorlight, wydana jako pierwszy singiel z ich trzeciego albumu Slipway Fires. Oficjalnie został wydany 27 października 2008. Piosenka została napisana przez Johnny’ego Borrella.